# Parancistrocerus vicinus
Parancistrocerus vicinus är en stekelart som beskrevs av Giordani Soika 1995. Parancistrocerus vicinus ingår i släktet Parancistrocerus och familjen Eumenidae. Inga underarter finns listade i Catalogue of Life.